# Cross River (flod)
 Ikke at forveksle med delstaten Cross River
Cross River (oprindeligt navn: Oyono)  er den største flod i det sydøstlige Nigeria og giver navn til delstaten Cross River. Den kommer fra Cameroun, hvor den har fået navnet fra Manyu. Selvom det ikke er langt efter afrikanske standarder, har dens afvandingsområde meget nedbør, og den bliver meget bred. På de sidste  80 km til havet løber den gennem sumpet regnskov med talrige vandløb og danner et indlandsdelta nær dens sammenløb med Calabarfloden, omkring 20 km bred og 50 km lang mellem byerne Oron på vestbredden og Calabar på østbredden, mere end 30 km fra det åbne hav. Deltaet munder ud i en bred flodmunding som den deler med et par mindre floder. Ved sin udmunding i Atlanterhavet er flodmundingen 24 km bred. Den østlige side af flodmundingen ligger i nabolandet Cameroun.
Den største biflod til Cross River er floden Aloma, der kommer fra delstaten Benue for at løbe sammen med Cross River i Cross River delstaten.  Afstanden mellem Oron og Calabar er 21 km med båd og omkring 200 km af landevej. Befolkningen i den nedre del af Cross River bruger traditionelt vandtransport, og Calabar har længe haft en større havneby i Calabar-floden, omkring 10 km fra dens sammenløb med Cross River og omkring 55 fra havet. Itu-broen over Cross River ligger ved Itu-Calabar-motorvejen og regnes for en af Gowon- regeringens  større bedrifter, da den blev færdiggjort i 1975.
Crossfloden danner en grænse mellem to tropiske fugtige skovøkoregioner: Cross-Niger-overgangsskovene, som ligger vest for floden mellem Cross- og Niger- floderne, og Cross-Sanaga-Bioko-kystskovene, som ligger mod øst mellem Cross-floden og Sanagafloden i Cameroun. Den gennemsnitlige årlige nedbør ligger mellem 1.760 mm i den nordlige del af staten til 3.100 mm i den sydlige del.
Cross River har også lagt navn til en nationalpark og en sprogfamilie, Cross River-sprogene.
Cross River-regionen har stor historisk betydning, da den dels ligger inden for det sandsynlige hjemland, hvorfra bantutalende folk migrerede over det meste af Afrika syd for Sahara for 3000-5000 år siden. Den er også stedet, hvor Nsibidi (en)- skriften blev skabt, og i  Calabar lå et af de største centre under den atlantiske slavehandel.